# Werner Schuhn
Werner Schuhn (* 12. Januar 1925 in Daun; † 2. Juli 1989 in Trier-Ehrang) war ein deutscher Lehrer und  Heimatschriftsteller.

## Leben
Werner Schuhn besuchte ab 1936 ein Gymnasium in Trier. Nach Militärdienst und Gefangenschaft während des Zweiten Weltkriegs erlangte er schließlich 1946 das Abitur. Im Jahr darauf bestand er die Lehrerprüfung und unterrichtete anschließend an Schulen in Lahr und Pfalzel. 1966 wurde er in Ehrang zum Rektor der Grundschule Unter Gerst ernannt. Zwei Jahre später endete krankheitsbedingt seine Berufstätigkeit. Im Ruhestand betrieb er intensive heimatgeschichtliche Forschungen, veröffentlichte historische Artikel, schrieb Chroniken und war Schriftleiter der Schriftenreihe „Ehranger Heimat“.

## Werke (Auswahl)
- Bernkasteler Bleibergwerke. In: Jahrbuch des Landkreises Bernkastel-Wittlich. 1978.
- 1923/24 : Ruhrbesetzung, passiver Widerstand und Ausweisungen. Ein Kapitel Besatzungsgeschichte. In: Ehranger Heimat. 29, 1979, S. 89–103.
- Trarbach, ein Opfer der Flammen. In: Jahrbuch des Landkreises Bernkastel-Wittlich. 1980.
- Werner Schuhn, Kath. Pfarrgemeinde St. Laurentius Waldrach (Hrsg.): 981 - 1981 St. Laurentius Waldrach; Zur Tausendjahrfeier der Pfarrei Waldrach. Waldrach, 1981.
- Werner Schuhn, Hugo Ostler: 500 Jahre St. Sebastianus-Schützenbruderschaft Ehrang. Ein Erinnerungsblatt zum Jubiläum 1980. In: Ehranger Heimat. 1984, S. 83–91.
- Quint. Eine Geschichte des Stadtteils und der ehemaligen Eisenwerke. Paulinus-Dr., Trier 1984.
- Ehrang. Landschaft – Geschichte – Gegenwart. 2 Bände (= Ortschroniken des Trierer Landes, Bd. 22) Trier, 1989.
- Karl-Heinz Weichert, Otmar Werle, Werner Schuhn: Trier und seine Region im Luftbild. Spee-Verlag, Trier 1984, ISBN 3-87760-049-2.